# Heteropyramis crystallina
Heteropyramis crystallina är en nässeldjursart som först beskrevs av Moser 1925.  Heteropyramis crystallina ingår i släktet Heteropyramis och familjen Clausophyidae. Inga underarter finns listade i Catalogue of Life.